# Brachyanax acroleucus
Brachyanax acroleucus är en tvåvingeart som först beskrevs av Jacques-Marie-Frangile Bigot 1892.  Brachyanax acroleucus ingår i släktet Brachyanax och familjen svävflugor. Inga underarter finns listade i Catalogue of Life.